# Christoph Scheurl von Defersdorf in Heuchling

Christophorus Scheurl a Defersdorf in Heuchling über dem Familienwappen und einer Funktionslistung;
posthumer Kupferstich, 1741, Windter nach Müller

Christoph Scheurl von Defersdorf in Heuchling (* 1666; † 1740) war ein deutscher Rechtsgelehrter, Konsulent des Stadtrates von Nürnberg sowie Rat des Fürsten zu Schwarzenberg.

## Leben

### Familie
Christoph Scheurl von Defersdorf in Heuchling entstammte einem alten Adelsgeschlecht aus Nürnberg, der Familie Scheurl von Defersdorf.
Ein Jahrhundert vor der Geburt von Christoph Scheurl von Defersdorf hatte Albrecht Scheurl VI. 1566 das drei Stunden von Nürnberg in Richtung Lichtenau gelegene Gut Defersdorf erworben, aus dem Gabriel Scheurl ein Familienfideikommiss machte. Dieses verwandelte Christoph Wilhelm I., vorderster Losungs-Amtmann 1687, in ein förmliches Majorat verwandelt und vermehrte dieses mit vielen nahen Untertanen und Stücken.
Zuvor hatte Sebastian Scheurl († 1652 ohne männlichen Nachkommen) den Herrensitz Heuchling bei Lauf an der Pegnitz erworben und ihn dann ebenfalls zu einem Familienfideikommiss gemacht – allerdings soll seine Nachkommenschaft 1739 ganz erloschen sein.

### Werdegang

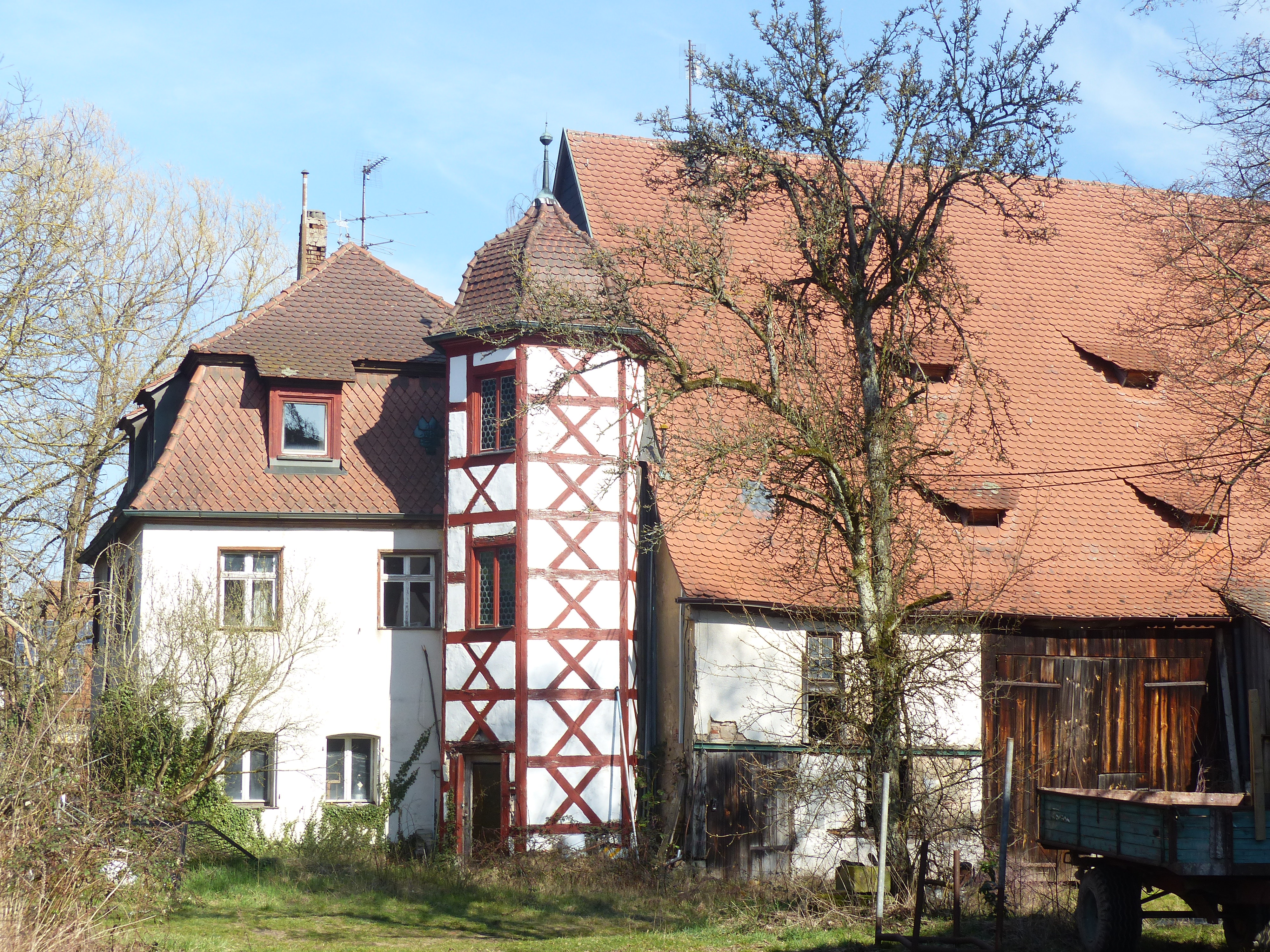
Herrensitz Heuchling

Zu Lebzeiten des Rechtsgelehrten Christoph Scheurl von Defersdorf in Heuchling, der Ratskonsulent von Nürnberg und Rat des Fürsten zu Schwarzenberg war, wurde das Familiengeschlecht 1729 in Nürnberg „ratsfähig“.
Als er zum Ende seines Schaffens von dem Maler Gabriel Müller porträtiert und 1741 posthum als Kupferstich durch Johann Wilhelm Windter vervielfältigt wurde, posierte er als erfolgreicher Mann mit barocker Perücke vor den Wappen von sechzehn Herren- und Adelshäusern, für die er beratend tätig gewesen war („Consilium Salvatare A Domino“).

## Schriften
- Christoph Scheurl von Defersdorf: Sollennia Augustalia quibus divo Leopoldo vere Augusto[6]